# Pavillon de la France à l'exposition universelle de 1992
Le pavillon de la France à l'Exposition Universelle de 1992 a pour but, durant les six mois de son ouverture au public, du 20 avril au 12 octobre 1992, de transmettre une image internationale de la France, à l'orée du troisième millénaire et en concordance avec le sujet général proposé par le pays amphitryon : l'Ère des découvertes.

## Contexte
L'Exposition universelle de 1992 accueille 102 pays et 20 représentations d'organismes internationaux. 
Les contraintes d'espace sur une surface projetée de 4 580 m2 conditionnent d'une part le compte-rendu historique, le récit ou l'étalage des connaissances, des fastes et des techniques qui est tellement large que la tâche se présente comme un véritable défi aux architectes, aux concepteurs. D'autre part, l'Organisation de L'Expo92 propose un thème, La France décide d'y répondre en présentant les techniques du savoir comme un sujet, et met en place un scénario : l'histoire matérielle des messages depuis la Renaissance. Tout cela va être encadré dans un décor et on va choisir « Paris » comme lieu d'échange exemplaire et beaucoup plus large entre la culture et la vie.
Il est considéré qu'environ 7 millions de personnes ont visité le Pavillon de la France. Pour la réalisation du projet La Compagnie Française pour l'Exposition de Séville (COFRES) est désignée comme le Maître d'ouvrage. C'est une compagnie anonyme qui est dirigée par M. François Delage qui sera nommé Commissaire Général de la représentation française. L'État français est le principal actionnaire de cette compagnie.
Sur plus de 19 projets présentés, c'est le projet des architectes Jean-Paul Viguier et Jean François Jodry (et de Patrick Charoin et Marina Donda, comme architectes associés), sur une idée originale de François Seigneur, plasticien, qui est choisi.
Le projet se présente comme un grand parvis de verre ouvert, protégé du soleil par une plaque carrée en sustentation qui prétend être quasi invisible. Sa superficie est de 8 529 m2 SHON. Les travaux commencent en 1990 pour se terminer en 1991. Leur coût est de 22 millions d'euros (hors taxes).

## L'architecture du pavillon
Le pavillon se présente comme un espace ouvert de 50 m de côté, miroitant lorsqu'on le regarde de face et protégé des rigueurs du soleil grâce à l'ombre protectrice d'une partie structurelle appelée « Le ciel ». Il s'agit d'une énorme plaque bleutée qui non seulement semble léviter sur quatre supports minimalistes en acier inox mais prétend devenir invisible, sa couleur voulant ressembler, selon l'idée du projet, à celle du ciel de Séville. 
L'entrée est libre. Pour pallier les hautes températures de la ville, des fontaines réfrigérées sont installées aux alentours, ainsi que des ventilateurs tournants sur les marches du parvis.
La structure du bâtiment est divisée en quatre parties principales : le ciel, qui couvre l'ensemble et le protège des rigueurs du soleil andalou, le parvis, le bâtiment lame aussi appelé bâtiment miroir et le puits d'images surmonté de promenoirs qui permettent une visite rapide au moyen de tapis roulants qui surplombent le puits à images.
La construction totale est de 9,516 78 m2. Cependant, beaucoup d'autres éléments, comme un restaurant, un bar, une terrasse et les salles annexes du commissariat de la représentation française et de l'administration, composent un tout qui prétend enrichir tout l'ensemble pour offrir aux visiteurs une interprétation de la participation de la France aux découvertes et de son voyage à travers la curiosité depuis le XIIIe siècle jusqu'à l'orée du XIXe siècle.
La curiosité sera, en effet, mise en scène dès l'approche des visiteurs que l'on prétend captiver par le reflet sur la façade miroir du bâtiment lame, de la coupole en cuivre du pavillon espagnol qui se trouve juste en face, de l'autre côté de l'Avenue des Découvertes ou bien encore des tours colorées du pavillon de l'Europe avoisinant. Les visiteurs découvriront alors une valeur esthétique ajoutée car les miroirs vont jouer des perspectives horizontales qui mettent en valeur le regard vers les autres, vers les édifices bâtis aux alentours (Pavillon de l'Espagne, de la Belgique, de l'Europe, ...). L'effet des miroirs se montre tel un écran sur lequel est projeté le monde. Ce sera un paradoxe architectural car le pavillon est à la fois un monument qui semble vide, qui disparaît ou qui s'éclipse en faveurs des reflets et dont chacun, en fonction de sa position, construit l'image.
Pour ceux plus pressés, une visite plus rapide est prévue. 2 promenoirs leur permettront une traversée en quelques minutes sur le puits des images, qui devient, dès les premières projections IMAX, un des éléments intérieur le plus populaire : un océan d'images profond de 20 mètres. Absorbés para quatre trémies des milliers de personnes passeront de l'ambiance naturelle extérieure réelle et conviviale, à une dimension virtuelle, artificielle individuelle. On revient alors à l'idée du « Miracle de l'électricité » et des automatismes des tapis roulants qui projetteront le visiteur du jeu des regards horizontaux précédents, aux reflets vers le fond et les côtés du puits des images à la poursuite d'un nouvel axe vertigineux de regard vertical vers un monde virtuel mais aussi d'un monde réel à une dimension de sensations bien plus personnelle.
La visite en soi commence normalement depuis la terrasse située sur l'édifice Lame à laquelle on parvient en ascenseur, La perspective qu'on y a, à quelque 12 mètres de hauteur sur le Guadalquivir, sur l'île de la Cartuja, sur Séville et bien sûr tout autour sur la propre Expo92 reprend ce regard vers les autres, mais aussi vers une dimension historique de l'emplacement. Ce clin d’œil sur l'histoire aide le visiteur à se situer dans le temps ainsi qu'à prendre conscience de l'emplacement du pavillon dans son cadre géographique et temporel. C'est en quelque sorte une mise en scène, un premier temps, une ouverture. Le Pavillon de la France semble un vide mais pas son discours qui donne véritablement le vertige tel un balcon de 5 siècles sur l'histoire de la découverte d'un nouveau monde. Imbrication du concept architectonique et de l'espace vers un vide ou se reflètent toutes les idées et tous les progrès, toutes les cultures et toutes les aventures depuis 1492 jusque 1992.

## Les expositions

### Le livre-monde - La ville Monde
Cette exposition historique, sous la direction de Catherine Bertho-Lavenir, et réalisée avec la participation exceptionnelle de la Bibliothèque Nationale et de la Bibliothèque de France. Elle prend place à l’intérieur du bâtiment lame. Sur 40 mètres de long, 7 mètres de large et 9 mètres de hauteur. Le sol en verre transparent exposera 6 quartiers différents de Paris à six époques différentes. L'exposition de maquettes en volume sera suspendue entre le premier et le deuxième étage, et telle une suspension dans le temps représente pour les visiteurs un voyage des découvertes de la ville universelle, la ville-monde vers le livre-monde. La ville liée aux connaissances et le livre comme emblème d'universalité et de découvertes.
L'Imprimerie élément qui précédera d'une quarantaine d'années les exploits de Christophe Colomb, de Magellan et d'Amerigo Vespucci. On présente donc la ville suspendue entre les temps du XVe au XXe et tel un voyage ou une odyssée vers le savoir et la culture : les livres, les publications qui signalent un nouveau vertige entre les temps passés, contemporains et futurs.
Le vide du pavillon n'est donc qu'apparence qui comble les esprits lors de la visite. Le Pavillon dépasse l'idée de conteneur, de boite, ni même de vide : c'est plutôt un voyage vers nous-mêmes, une découverte de nous-même, les êtres humains, une combinaison entre l'avant-garde stupéfiante des techniques présentes à la fin du XXe et de la mémoire du chemin parcouru depuis les origines.
Si l'ère des découvertes suggère une formidable aventure humaine en 1992, la France va essayer d'illustrer, à travers son exposition le Livre-monde les changements qui ont précédé et rendu possibles ces découvertes. Le voyage vers notre passé et sa compréhension exigera la mise en valeur de collections de grandes institutions françaises telles que la Bibliothèque Nationale de France, l'Imprimerie Nationale, le Conservatoire National des Arts et Métiers. La conservation du patrimoine joue donc le rôle d'une véritable aventure humaine et une « mémoire de l'avenir » traçant non seulement la recherche vers le futur mais aussi la communication et la transmission des savoirs du passé.

#### Quelques livres, objets et machines en expositions

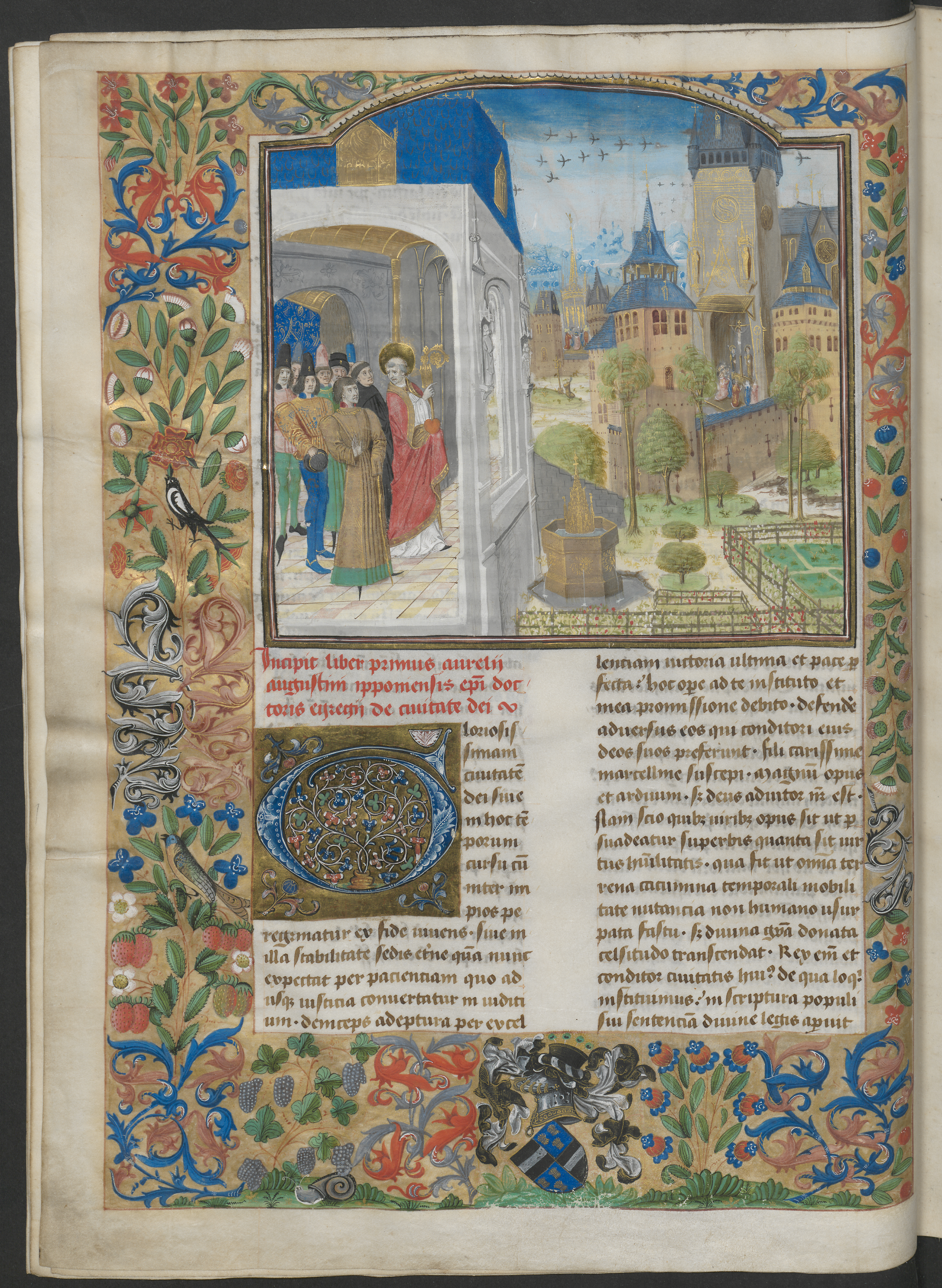
De Civitate Dei au pavillon de France à l'Exposition Universelle de Séville 1992

##### Les précurseurs du XVe siècle

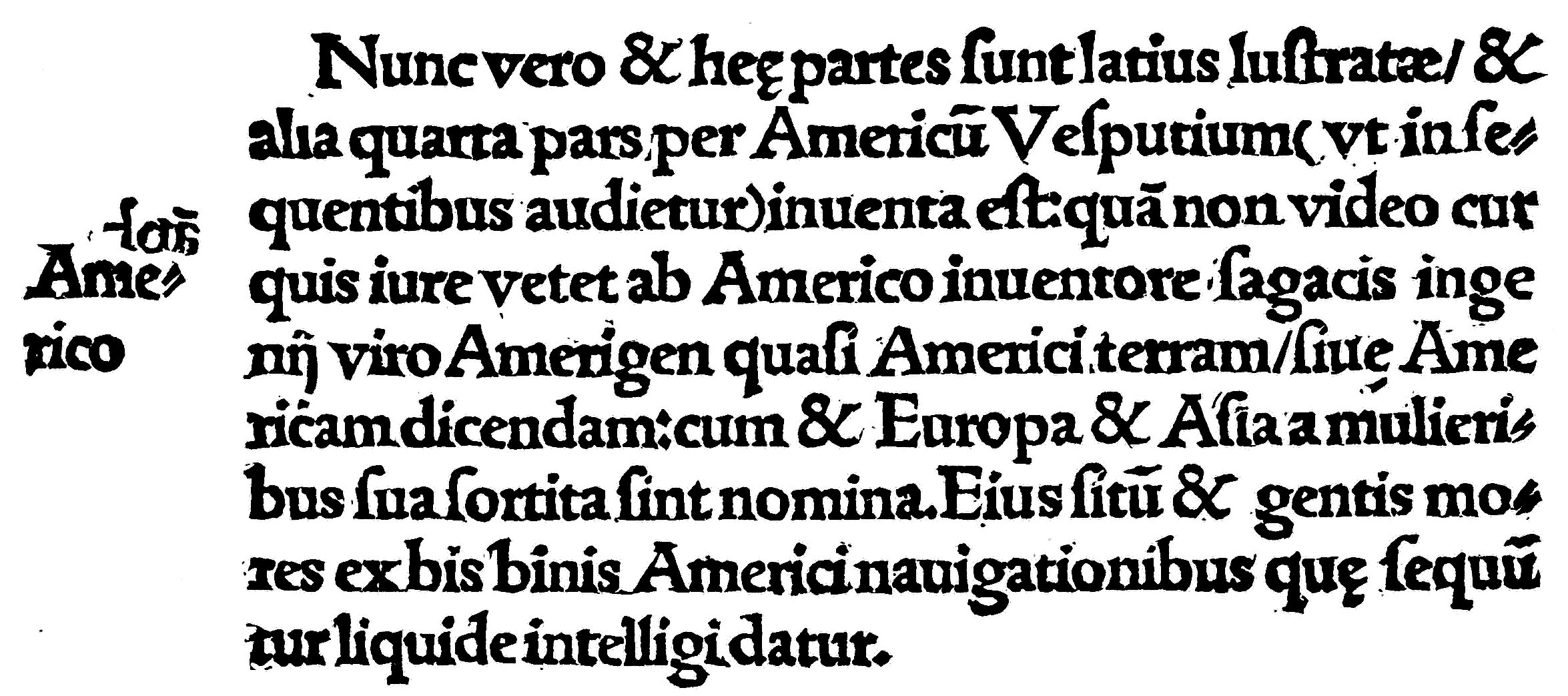
Amerigo Vespucci baptisa le nouveau continent América. Cosmographiae introductio au Pavillon de France à l'Exposition Universelle de Séville 1992

#### Quelques maquettes en volumes des quartiers de Paris auXVIesiècleen exposition suspendue
- L'Hôtel-Dieu.
- La muraille de Philippe Auguste.
- L'abbaye de Saint-Germain-des-Prés enceinte dans ses propres murs hauts de 9 mètres.
- La cathédrale Notre-Dame de Paris.

##### XVIesiècle
- Les écrits sur les murs de la ville. (Rébus sur les misères de la France) 1590 - Gravure sur bois.
- L'Asne rouge (L. Hardouin - Paris) 1632 - Mazarinades.
- Placards, libelles, pamphlets dans l'expression des opinions qui s'affichent.

#### Quelques maquettes en volumes des quartiers de Paris auXVIIesiècleen exposition suspendue
- La place Royale (Aujourd'hui Place des Vosges) et le Marais.
- l'île Saint-Louis.

##### XVIIIe siècle

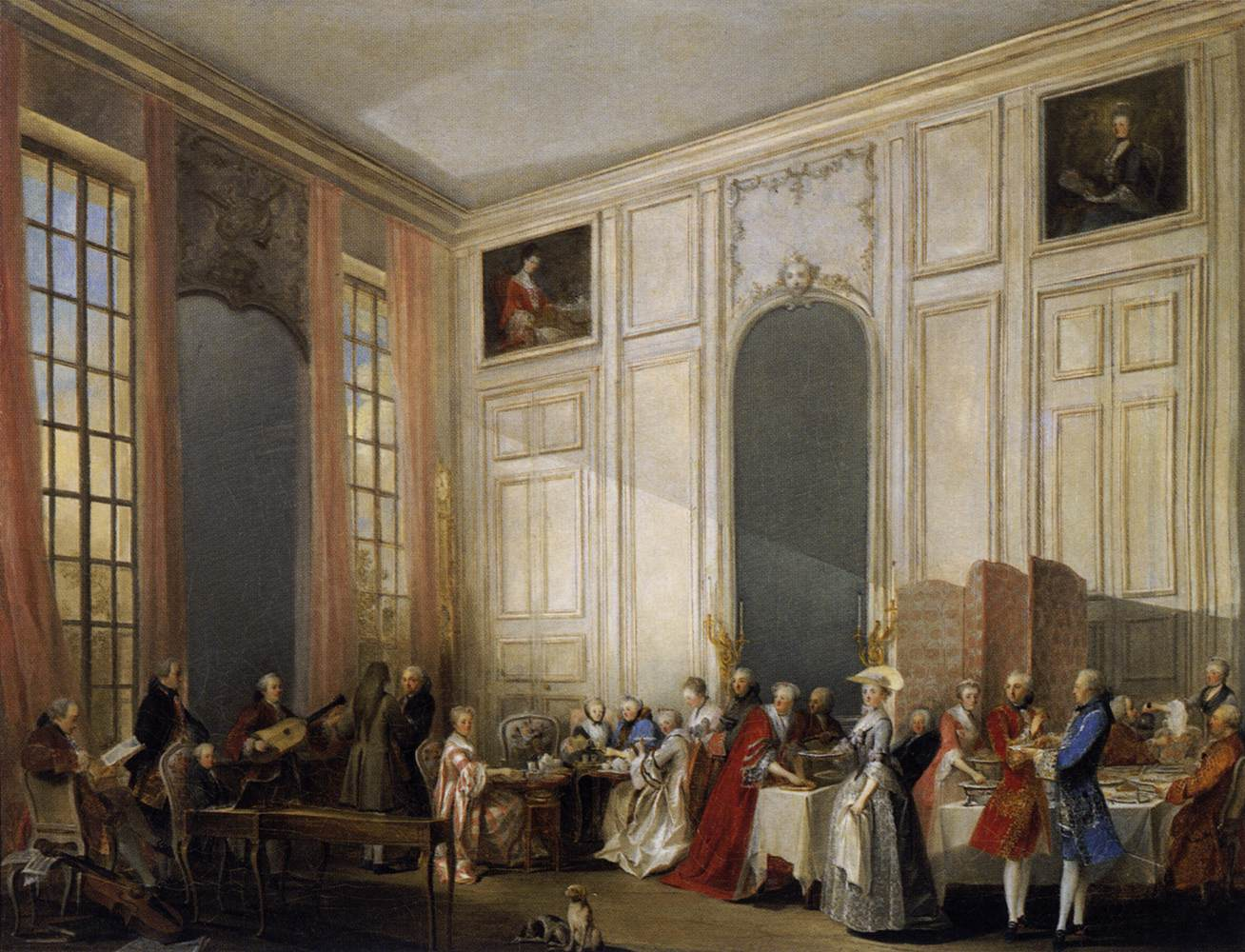
Le thé à l'anglaise chez le prince de Conti au Palais du Temple à Paris

##### XIXe siècle

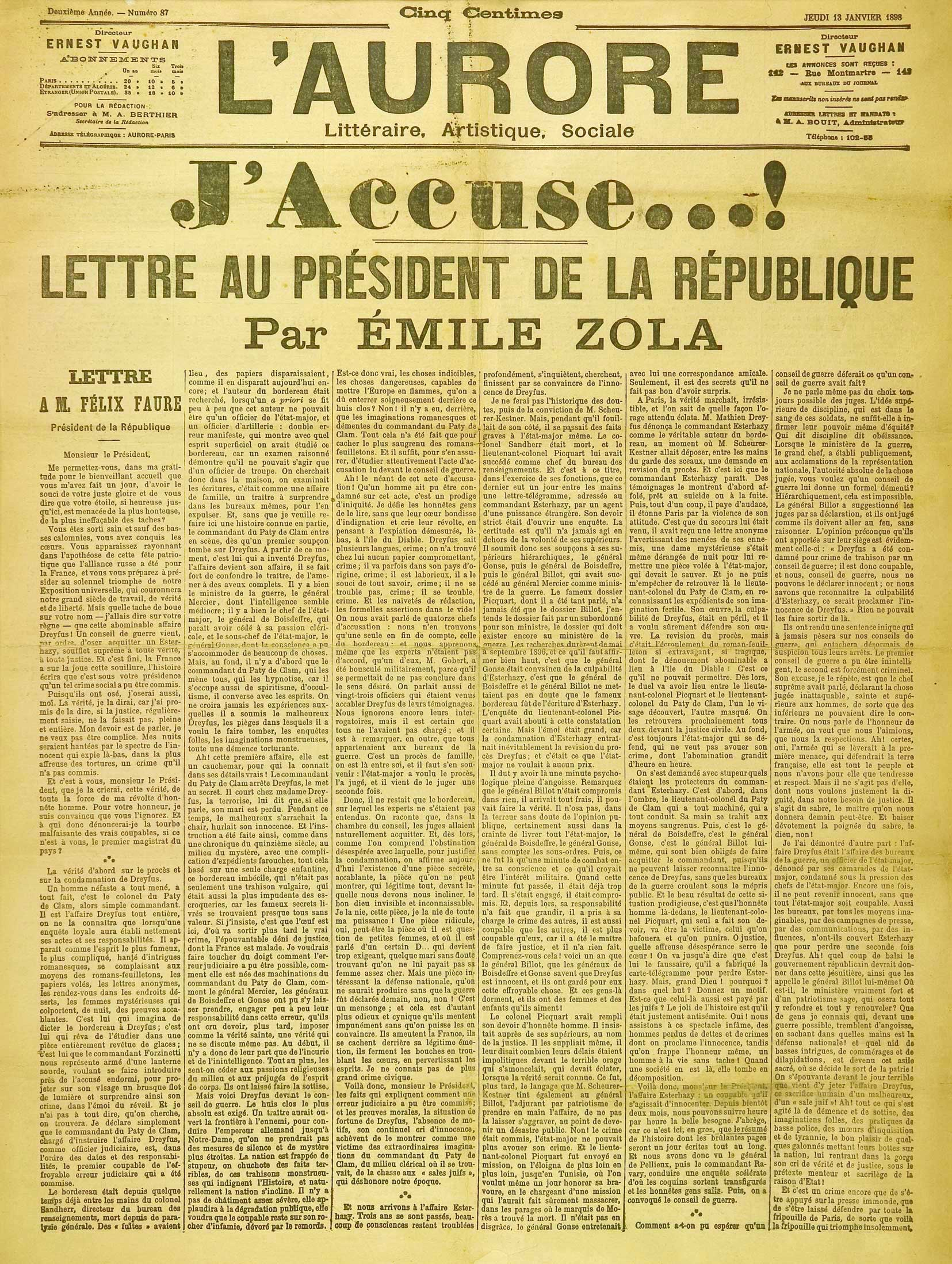
«J'accuse... ! », Lettre au président de la République. l'Aurore 13 janvier 1898.

#### Quelques maquettes en volumes des quartiers de Paris au XVIIIeen exposition suspendue
- Le Palais-Royal.
- La Madeleine en construction.

#### Quelques maquettes en volumes des quartiers de Paris à la fin du XIXeen exposition suspendue
- Les travaux de Haussann et les grandes avenues,
- La gare St. Lazare,
- la Madeleine et la place de la République,
- L'opéra
- Les grands magasins

##### XXesiècle

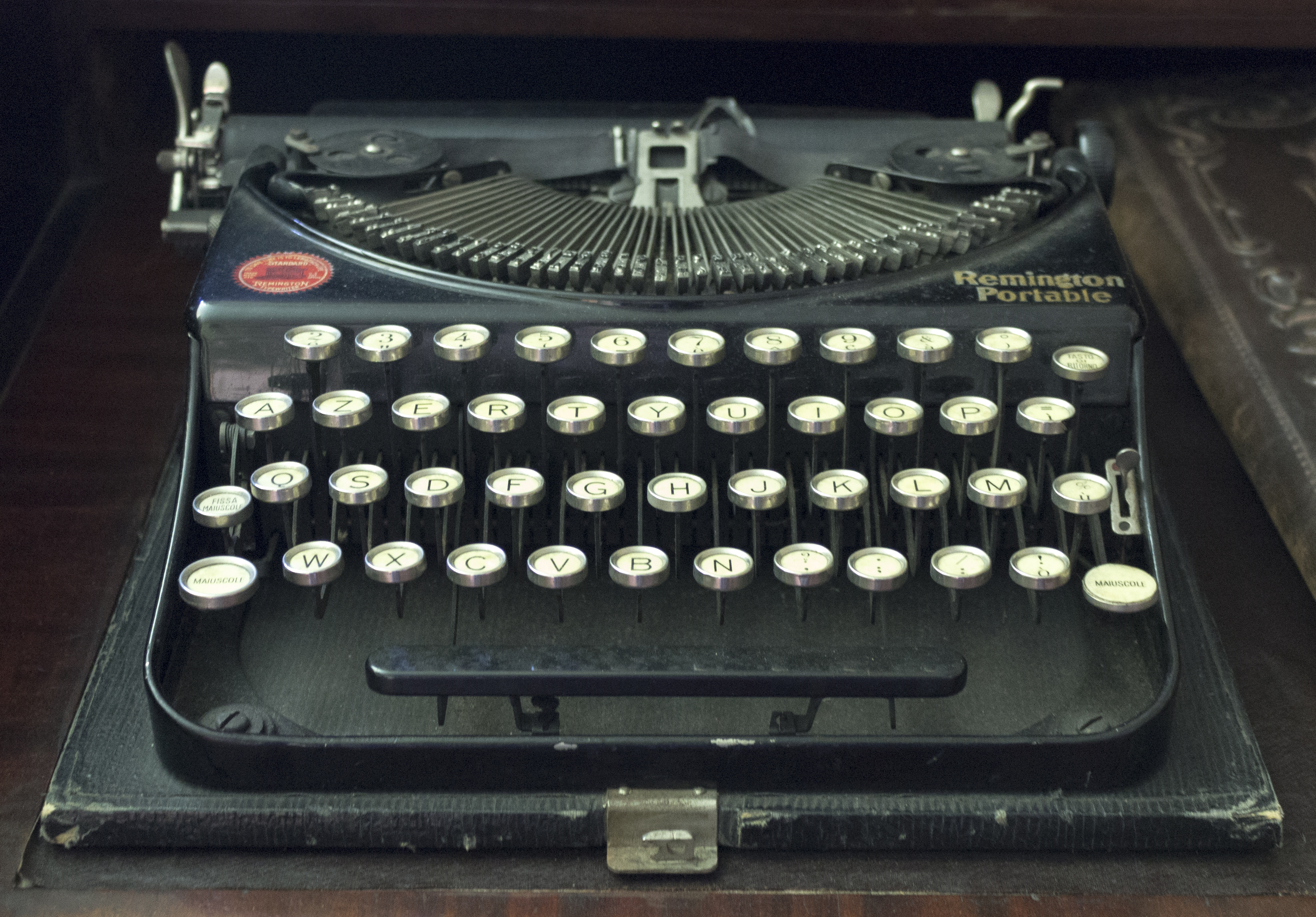
Machine à écrire portable Remington nº2 - 1924

- Écrire en 1930. Machine à écrire Remington portable, papier carbone noir ou bleu qui permet d'obtenir des copies, le feuille de papier à un format pour la machine, le stylo plume de poche avec une fléchette agrafe.
- Collection d'objets divers comme des d'affiches sur le passage de l'écrit à l'écran avec les versions de J'accuse pour le cinéma (Abel Gance), des programmes de la Société Pathé (1906), des studios de la Société des cineromans et l'usine de tirage à Joinville-le-Pont (1928), ou bien des cinématographes Lumière, des lampes à arc, des boites de plaques photographiques ultrasensible au gel de bromure d'argent, et un exemplaire de Céluloïd 37 de 1937, un grand reportage sur le cinéma français.
- La chanson de music-hall, le cinéma et son évolution, un retour du film au livre puis la radiodiffusion et toute une panoplie de recherches sur les possibilités de la technique (le phonographe, la photographie imprimée, ...), les possibilités de l'art de l'écriture (dadaïsme, écriture automatique, pacifisme et écrivains engagés, nouvelles esthétiques, ... ), puis de nouveau une fenêtre sur la ville qui devient extrêmement diverse et se transforme puis s'adapte à tous les courants qui peuvent parfois opposer un Paris de culture classique (École Normale Supérieure, Sorbonne, Collège de France, ...) à une ville de traditions intellectuelles (Saint-Germains-des-Prés, Montparnasse, Place de Clichy, ...) comme lieu de rencontres de peintres, d'écrivains, d'exilés et de vie nocturne.

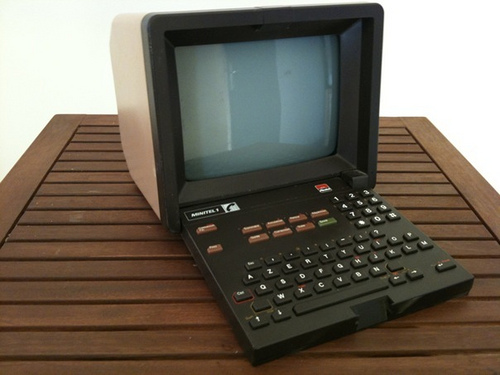
Minitel

- Écrire en 1992. Le stylo à bille (1945), le stylo feutre, objets de consommation que l'on jette après leur usage, les machines de traitements de textes sous formes d'ordinateurs qui permettent de mémoriser les données sur des disquettes, des disques optiques qui gardent en mémoire sons et images, et un minitel qui permet d'afficher des données à distance.

#### Quelques maquettes en volumes des quartiers de Paris au duXXesiècleen exposition suspendue
- Le Canal St. Martin.
- Le Panthéon et la rue d'Ulm.
- Les pavillons de la cité universitaire.
- Les studios Pathé à Joinville-le-Pont.

##### XXIesiècle
L'ère des découvertes, d'après le message du Pavillon de la France pour les visiteurs n'en est qu'à ses débuts. Le XXIe se présente comme une étape qui promet des changements très accélérés ayant pour base les supports de données électromagnétiques et la télécommunication. L'informatique, la miniaturisation, l'interactivité avec les médias ou les machines grâce à des interfaces virtuels permettront un accès populaire aux données de tous types. Ainsi, l'humanité tout entière est vouée à un futur voyage de découverte vers une lecture électronique, une lecture de recherche avec l'avènement des postes de lecture assisté par ordinateurs (PLAO) .

#### Quelques maquettes en volumes des quartiers de Paris en 1992 en exposition suspendue
- la cité des sciences et de l'industrie de la Villette.
- l'Opéra Bastille.
- l'Institut du monde arabe.
- la grande arche de la Défense.
- la cour Napoléon du musée du Grand Louvre.
- la bibliothèque nationale de France.

### Les technologies au troisième millénaire
Dès 1992, le parcours du visiteur au pavillon de la France à Séville est jalonné des conquêtes du passé. Mais, si on lui signale ce qu'on coûtait ces découvertes, ces progrès, en temps et efforts, en ingéniosité et en résistances, on lui signale aussi les orientations probables du futur. La symbiose entre la téléphonie et l'image ne donne qu'un infime aperçu de l'interpénétration de toutes les autres disciplines scientifiques et technologies qui s'annoncent. Si les grandes découvertes du XIXe et du XXe étaient tributaires des progrès en électricité, électronique, mécanique, aluminium, engrais, plastique, optique, le XXIe va vouer ses recherches aux domaines de la médecine, de la biologie à l'environnement et aux sciences de l'information. En ce sens, la France présente ses poussées et son dynamisme, le rôle de ses chercheurs, de ses Instituts et de ses entreprises.

### Le puits des images
Le puits des images du Pavillon français consiste en une énorme fosse carrée avec des parois entièrement recouvertes de miroirs. Les visiteurs, peuvent soit se tenir debout autour de la fosse en regardant vers le bas, soit utiliser les promenoirs et leur tapis roulants pour une visite bien plus courte et rapide. 
Trois courts métrages ont été réalisés pour cette installation. 
- Gaïa: Une coproduction de la CNES et de Matra avec la participation de la COFRES. Ce film réalisé para Pascal Roulin rend hommage aux pionniers de l'astronomie et de la conquête spatiale. C'est avec une durée de 5 min. et un format selon le procédé IMAX de 70mm qu'avec des images de synthèse on plonge dans l'univers des satellites artificiels. Le visiteur retrouve l'idée du rôle de catalyseur de la France et de ses entreprises dans la poussée vers les sciences spatiales de l'Europe avec ses lanceurs Ariane. Dans le contexte du Pavillon de la France à Séville il est difficile de ne pas associer ces fusées, nos outils actuels pour défier les frontières du monde, aux caravelles de jadis qui ont servi comme technologies pour traverser les océans. Les défis que ces machines nous permettent de défier sont les connaissances en météorologie, en surveillance de l’environnement, en gestion de l'urbanisme et autres secteurs qui desservent nos grandes villes et notre époque.

« Nous n'avons pas voulu dissocier le passé du futur. ... l'espace est notre Amérique, les lanceurs nos caravelles, le micro-ordinateur notre presse à vis, et que nos grands modèles scientifiques basculent comme au temps de Galilée. Régis Debray Coordinateur des expositions. »
- Paris-Séville Un film réalisé par Jean-Louis Burési pour FAT-Communication pour l'Aérospatiale qui propose un voyage de Paris à Séville en Hélicoptère.
- La traversée de l'Univers. Une coproduction Éolis Production/La Géode réalisée par Gerald Calderon et un scénario de Jean-Yves Le Gall.

L'effet optique et la vision kaléidoscopique des cinq pans de mur du puits surprend par la qualité du projecteur IMAX installé.

### Les aspects de l'art contemporains
En 1992, on ne trouve plus d’œuvres-d'art dites officielles et, en ce sens, il n'y a plus d'art national français. On a plutôt proposé aux visiteurs, des accrochages d'art contemporains qui représenteront un échantillonnage éclectique dont le seul critère est d'être un plasticien vivant en France. Ce sera sous le Conseil de Régis Debray, de Jean de Bengy et de Henri Sylvestre que des artistes contemporains sont invités à accrocher leur travail dans les différentes salles du pavillon et ce durant un temps limité. 

## Le Logo et timbre du Pavillon de la France à L'exposition Universelle de Séville 92
Sous la direction de Christine Le Moing De Tissot. Le graphisme a été exécuté par José Bulnes et Antoine Robaglia.
« Le logo créé par José Bulnes et Antoine Robaglia pour le Pavillon de la France à l'Expo de Séville 1992 s'appuie sur une dynamique ascensionnelle. La courbe nerveuse qui le compose et qui évolue du Bleu au rouge exprime la création, l’imagination, la sensibilité, la gaieté, et la chaleur. L'étoile argentée qui la surmonte consacre la place de la France dans un environnement européen. »
François Seigneur, un architecte d'art et plasticien aux côtés des architectes de ce projet a promu la création d'un timbre poste du Pavillon de la France de format 36 x 21 mm. Le graveur a été Jacky Larrivierre. 

## Webographie
- Inauguration de l'Exposition Universelle de séville. Journal de 20h sur A2. 1992.
- Bilan de l'Exposition Universelle de Séville. Journal de 13h sur F2. 1992.
- Le livre Monde.
- Philatélie: Le Pavillon de la France à Séville.
  - https://www.wikitimbres.fr/timbres/4613/1992-le-pavillon-de-la-france-a-seville

- ExMachina: « Gaïa »[13]

## Le Pavillon de la France après l'exposition Universelle de 1992
Le pavillon français a été le siège d'entreprises telles que la Fondation Vitorio & Lucchino, Alestis Aeroespace et récemment sous l'appellation de « El Cubo » , un espace d'innovation pour les jeunes pousses, c'est-à-dire des entreprises à fort potentiel de croissance et d'innovation. 
Il est aujourd'hui préservé et contourné par une clôture de sécurité qui ont augmenté la surface de l'emplacement à 5.062,85m2. Le pavillon actuel comprend 3 étages de bureaux hors sol et de 2 étages en sous-sol, il dispose également d'un bâtiment annexe sur la même parcelle appelé bâtiment du Commissaire et qui sert d'appui aux activités des bureaux.
Il fait aujourd'hui l'objet d'une protection architectonique pour la conservation de l'urbanisme de la part de la Mairie de Séville au même titre que 24 autres emplacements et pavillons inscrits dans un catalogue